# 高知県道252号八幡大津線
高知県道252号八幡大津線（こうちけんどう252ごう やはたおおつせん）は、高知県南国市から高知市に至る一般県道である。

## 概要
南国市岡豊町八幡から高知市大津に至る。全体的に田園地帯を通る。高知県道384号北本町領石線交差点から約500 mの間と岡豊橋から高知県道249号後免中島高知線の交差点までは両面1車線の狭い道のため通行に注意が必要である。

### 路線データ
- 起点：南国市岡豊町八幡（南国市八幡交差点、高知県道384号北本町領石線交点）
- 終点：高知市大津（国道195号交点）

## 路線状況
起点から約500 mから600 mはとても道が狭く、また家が両端にあるため対向車に気をつけて通行しなければならない。そこを過ぎると岡豊橋までは平坦な片側1車線にある。なお、右手には岡豊城址のある山が見える。岡豊橋をすぎるまた両面1車線の道の狭い区間に入りそれが高知県道249号後免中島高知線の交差点まで続く。
高知県道249号後免中島高知線の交差点を過ぎると田園地帯を走る平坦な片側1車線の県道である。高知県立岡豊高等学校を右手に見えてしばらくすると高知市の市境である。土讃線の踏切を渡ると高知県道374号高知南国線（大津バイパス）との交差点で、それを過ぎるとカーブがあり、舟入川を渡ると終点の国道195号の交差点がある。なお、舟入川の橋は洪水対策のため若干高く設定されている。なお、橋が建て変わる前は、大津バイパスから国道195号の間も狭い道であった。

### 道路施設

#### 橋梁
- 岡豊橋（国分川、南国市）
- 大津橋（舟入川、高知市）

## 地理

### 通過する自治体
- 高知県
  - 南国市 - 高知市

### 交差する道路
| 交差する道路                                 | 市町村名 | 交差する場所   | 交差する場所            |
| -------------------------------------------- | -------- | -------------- | ----------------------- |
| 高知県道384号北本町領石線                    | 南国市   | 岡豊町八幡     | 南国市八幡交差点 / 起点 |
| 高知県道249号後免中島高知線                  | 南国市   | 岡豊町常通寺島 |                         |
| 国道195号 / あけぼの（あるいは南国）バイパス | 南国市   | 岡豊町中島     |                         |
| 高知県道245号土佐大津停車場線                | 高知市   | 大津           |                         |
| 高知県道374号高知南国線                      | 高知市   | 大津           |                         |
| 国道195号                                    | 高知市   | 大津           | 終点                    |

### 交差する鉄道
- 土讃線

### 沿線
- 南国岡豊郵便局
- 南国市立岡豊小学校
- 高知県立岡豊高等学校
- 高知県中央児童相談所
- JR四国土讃線土佐大津駅
- とさでん交通後免線領石通停留場